# Округ Бартон (Мисури)
Округ Бартон (енгл. Barton County) је округ у америчкој савезној држави Мисури.

## Демографија
По попису из 2010. године број становника је 12.402, што је 139 (-1,1%) становника мање него 2000. године.
| Група             | 2000.          | 2010.          |
| Белци             | 12.078 (96,3%) | 11.704 (94,4%) |
| Афроамериканци    | 36 (0,3%)      | 47 (0,4%)      |
| Азијати           | 35 (0,3%)      | 29 (0,2%)      |
| Хиспаноамериканци | 119 (0,9%)     | 231 (1,9%)     |
| Укупно            | 12.541         | 12.402         |